# William Louiron
William Louiron, né le 13 mars 1978 à Ancenis, est un footballeur et entraîneur français. Il jouait au poste de défenseur central. Il est actuellement entraîneur adjoint de l'US Quevilly-Rouen.

## Biographie
En mai 2001, il dispute avec l'équipe de France universitaire (FFSU) un match amical en Libye. William Louiron évolue trois saisons en Ligue 2, en 2000-2001 avec le SCO Angers, en 2001-2002 avec Grenoble Foot 38 et en 2002-2003 avec le Stade de Reims, pour un total de 83 matchs et 2 buts à ce niveau.
Il porte ensuite à partir de 2007 le maillot du FC Rouen, en CFA puis en National, club dont il est le capitaine lors de la saison 2011-2012. Après le dépôt de bilan qui fait tomber le FC Rouen en Division d'Honneur, William Louiron reste chez les diables rouges. Il en devient entraineur adjoint lors de la saison 2014/2015 après sept années en tant que joueur.

## Carrière de joueur
- 1999-2001 :  SCO Angers
- 2001-2002 :  Grenoble Foot 38
- 2002-2004 :  Stade de Reims
- 2005-2007 :  Union sportive Boulogne Côte d'Opale
- 2007-2014 :  FC Rouen

## Carrière d'entraîneur
- 2014-2015 :  FC Rouen (adjoint)
- depuis 2015 :  US Quevilly-Rouen (adjoint)